# Miguel Ángel Silvestre
Miguel Ángel Silvestre Rambla (Castellón de la Plana, 6 aprile 1982) è un attore spagnolo.

## Biografia
Figlio di un fisioterapista e di una direttrice di banca, voleva diventare un tennista professionista, ma un infortunio alla spalla ha posto fine alla sua carriera. A seguito del suo infortunio studia fisioterapia, ma grazie alla zia viene spinto verso il mondo del teatro. Studia recitazione, ballo moderno e acrobatico. Muove i primi passi come modello, vincendo il titolo di Mister Castellón 2002 e finalista al concorso di Mister Spagna. Debutta a teatro con PORNO, di Mario Fraty, mentre il suo debutto televisivo avviene nel 2004 partecipando ad un episodio della serie televisiva Mis adorables vecinos. Ottiene il suo primo ruolo cinematografico nel 2005 in Vida y color di Santiago Tabernero.
Ottiene il successo grazie alla sua interpretazione nella serie televisiva Sin tetas no hay paraíso, versione spagnola di una serie tv colombiana in cui interpreta un narcotrafficante. Inizia ad ottenere ruoli di rilievo in film come Il riflesso dell'assassino, L'imbroglio nel lenzuolo e Verbo. Nel 2013 ottiene una parte nel film di Pedro Almodóvar Gli amanti passeggeri. Dal 2014 è protagonista della serie televisiva di Antena 3 Velvet trasmessa anche in Italia su Rai 1. Dal 2015 è uno dei protagonisti della serie Netflix Sense8, dove interpreta il ruolo di un celebre attore messicano e segretamente omosessuale, Lito Rodriguez.
Nel 2021 recita nella serie di Netflix Sky Rojo, nei panni di Moisés.

## Filmografia

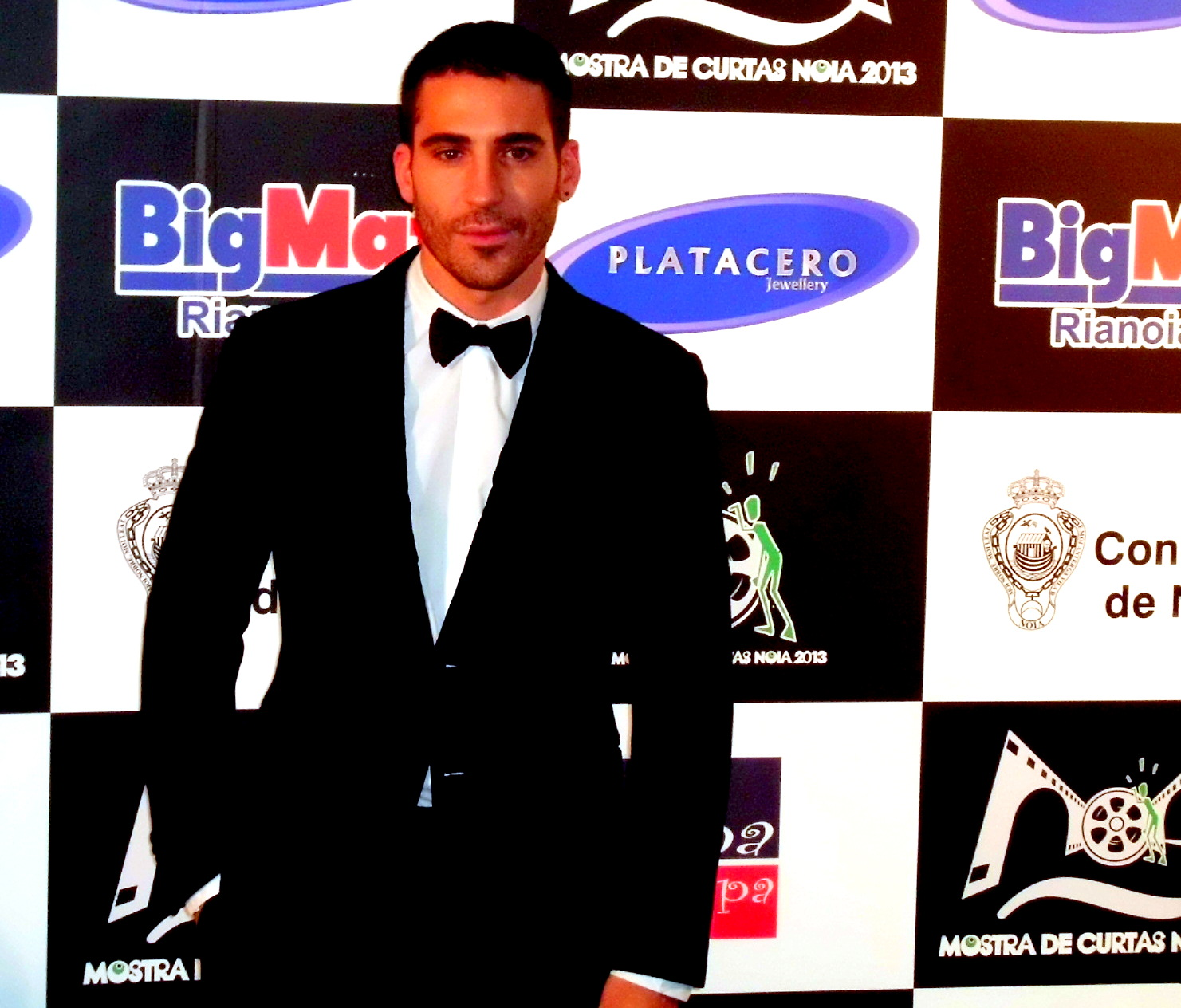
Miguel Ángel Silvestre nel 2013.

### Cinema
- Vida y color, regia di Santiago Tabernero (2005)
- A golpes, regia di Juan Vicente Córdoba (2005)
- La distancia, regia di Iñaki Dorronsoro (2006)
- 3:19, regia di Dany Saadia (2008)
- Zhao, regia di Susi Gozalvo (2008)
- Il riflesso dell'assassino (Reflections), regia di Bryan Goeres (2008)
- L'imbroglio nel lenzuolo, regia di Alfonso Arau (2010)
- Verbo, regia di Eduardo Chapero-Jackson (2011)
- Lo mejor de Eva, regia di Mariano Barroso (2011)
- Striscia vincente (The Pelayos), regia di Eduard Cortés (2012)
- Todo es silencio, regia di José Luis Cuerda (2012)
- Gli amanti passeggeri (Los amantes pasajeros), regia di Pedro Almodóvar (2013)
- Alacrán enamorado, regia di Santiago Zannou (2013)
- Ibiza, regia di Alex Richanbach (2018)
- La boda de mi mejor amigo, regia di Celso R. García (2019)

### Televisione
- Mis adorables vecinos – serie TV, 1 episodio (2004)
- Motivos personales – serie TV, 13 episodi (2005)
- Sin tetas no hay paraíso – serie TV, 28 episodi (2008-2009)
- Alakrana – miniserie TV, 2 episodi (2010)
- Aída - serie TV, 1 episodio (2012)
- Velvet – serie TV, 55 episodi (2014-2016)
- Sense8 – serie TV, 24 episodi (2015-2018)
- Narcos – serie TV (2017)
- En el corredor de la muerte - serie TV (2019)
- Velvet Collection - serie TV, 1 episodio (2019)
- 30 Coins - Trenta denari (30 monedas) - serie TV (2020-2023)
- Sky Rojo – serie TV, 24 episodi (2021-2023)
- La casa di carta - serie TV, 3 episodi (2021)
- Los enviados - serie TV, 8 episodi (2021)

### Videoclip
- El Anillo di Jennifer Lopez (2018)

## Riconoscimenti
- Festival del Cinema Spagnolo di Tolosa 2006 – Miglior attore per La distancia
- Festival di Malaga 2008 – Miglior attore per Zhao
- Fotogrammi d'argento 2009 – Miglior attore televisivo per Sin tetas no hay paraíso

## Doppiatori italiani
Nelle versioni in italiano delle opere in cui ha recitato, Miguel Ángel Silvestre è stato doppiato da:
- Francesco Venditti in Sense8, La casa di carta
- Edoardo Stoppacciaro in Velvet, Narcos
- Guido Di Naccio ne Il riflesso dell'assassino
- Marco Vivio ne Gli amanti passeggeri
- Riccardo Scarafoni in Sky Rojo